# Cidamón
Cidamón is een gemeente in de Spaanse provincie en regio La Rioja met een oppervlakte van 15,80 km². Cidamón telt 25 inwoners (1 januari 2016).

## Demografische ontwikkeling

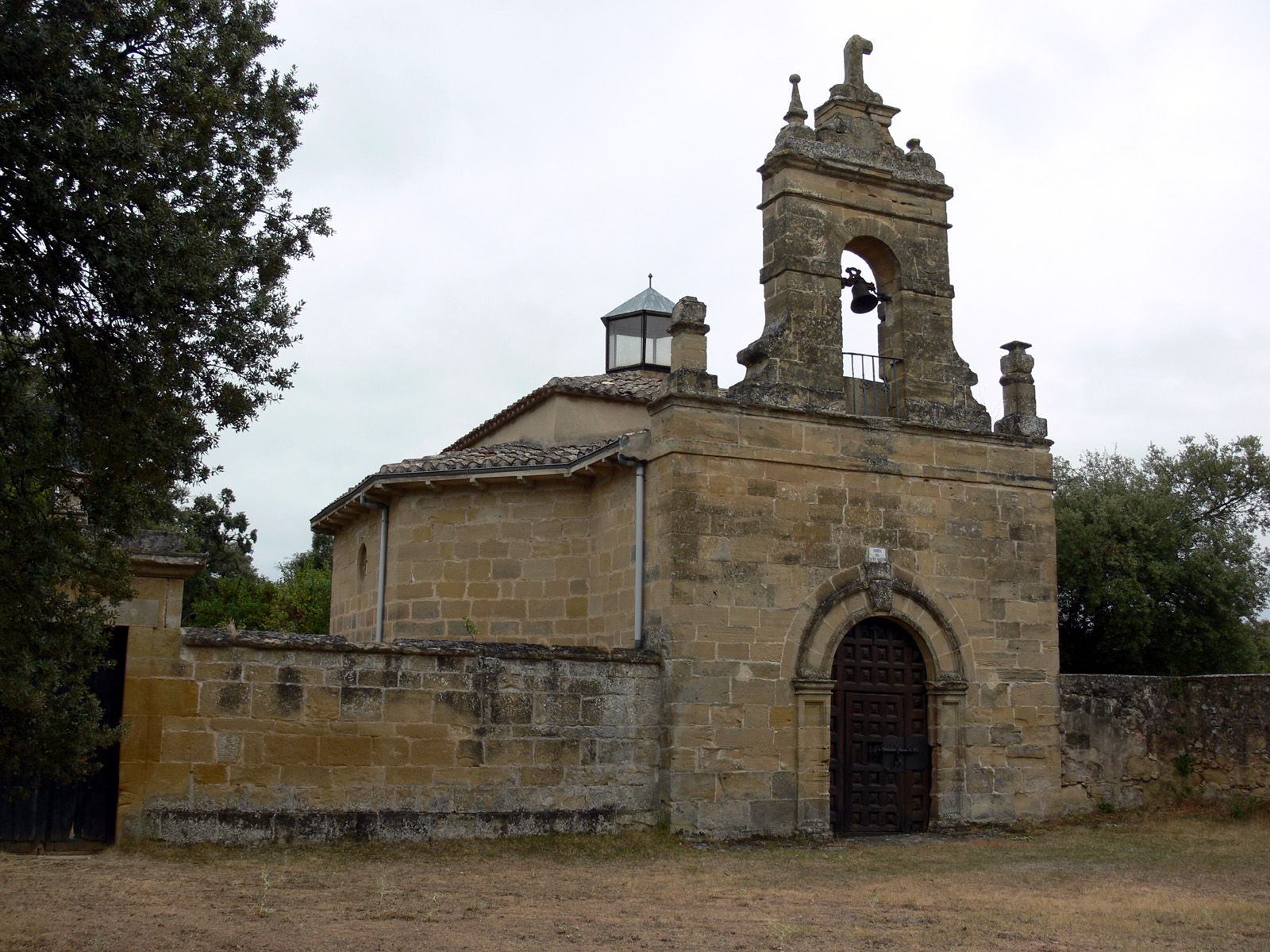

Bron: INE, 1857-2011: volkstellingen
Opm.: In 1857 werd de gemeente Negueruela aangehecht